# Teoria de cossos de classes
En matemàtiques, la teoria de cossos de classes  és la branca fonamental de la teoria algebraica de nombres l'objectiu de la qual és descriure totes les extensions abelianes de Galois de cossos locals i globals utilitzant objectes associats a un cos donat.
Hilbert és acreditat com un dels pioners de la noció d'un cos de classe. No obstant això, aquesta noció ja era familiar per a Kronecker i en realitat va ser Weber qui va encunyar el terme abans que els documents fonamentals de Hilbert apareguessin. Les idees rellevants es van desenvolupar en el període de diverses dècades, donant lloc a un conjunt de conjectures de Hilbert que posteriorment van ser demostrades per Takagi i Artin (amb l'ajuda del teorema de densitat de Txebotarev).
Un dels resultats principals és: «donat un cos numèric F, i escrivint K per a l'extensió no ramificada abeliana màxima de F, el grup de Galois de K sobre F és canònicament isomorf al grup de classe adèlic de F». Aquesta afirmació es va generalitzar a l'anomenada llei de reciprocitat d'Artin; en el llenguatge adèlic, escrivint CF per al grup classe adèlic de F i prenent L com a qualsevol extensió abeliana finita de F, aquesta llei dóna un isomorfisme canònic.
{\displaystyle \theta _{L/F}:C_{F}/{N_{L/F}(C_{L})}\to \operatorname {Gal} (L/F),}
on {\displaystyle N_{L/F}} denota el mapa de normes adèliques de L a F. Aquest isomorfisme s'anomena mapa de reciprocitat.
El teorema de l'existència estableix que el mapa de reciprocitat es pot utilitzar per donar una bijecció entre el conjunt d'extensions abelianes de F i el conjunt de subgrups tancats d'índex finit de {\displaystyle C_{F}.}
Un mètode estàndard per desenvolupar la teoria de cossos de classes global des de la dècada del 1930 va ser construir la teoria de cossos de classes locals, que descriu extensions abelianes de cossos locals, i després utilitzar-la per construir la teoria de cossos de classes globals. Això el van fer per primera vegada Emil Artin i John Tate utilitzant la teoria de la cohomologia de grups, i en particular desenvolupant la noció de formacions de classes. Més tard, Neukirch va trobar una prova de les principals afirmacions de la teoria de cossos de classes global sense utilitzar idees cohomològiques. El seu mètode era explícit i algorítmic.
Dins de la teoria de cossos de classes es pot distingir la teoria explícita de cossos de classes i la teoria general de cossos de classe.
La teoria explícita de cossos de classes proporciona una construcció explícita d'extensions abelianes màximes d'un camp numèric en diverses situacions. Aquesta part de la teoria consta del teorema de Kronecker-Weber, que es pot utilitzar per construir les extensions abelianes de {\displaystyle \mathbb {Q} }, i la teoria de la multiplicació complexa per construir extensions abelians de cossos CM.
Hi ha tres generalitzacions principals de la teoria de cossos de classes: la teoria de cossos de classes superiors, el programa de Langlands (o Correspondències de Langlands) i la geometria anabeliana.

## Formulació en llenguatge contemporani
En el llenguatge matemàtic modern, la teoria de cossos de classes es pot formular de la següent manera; Considerem l'extensió abeliana màxima A d'un cos local o global K. És de grau infinit sobre K; el grup de Galois G d'A sobre K és un grup profinit infinit, per tant un grup topològic compacte, i és abelià. Els objectius centrals de la teoria de cossos de classes són: descriure G en termes de certs objectes topològics associats a K, descriure extensions abelianes finites de K en termes de subgrups oberts d'índex finit en l'objecte topològic associat a K. En particular, un vol establir una correspondència un a un entre les extensions abelianes finites de K i els seus grups normatius en aquest objecte topològic per a K. Aquest objecte topològic és el grup multiplicatiu en el cas dels cossos locals amb cossos de residus finits, i el grup de classe d'ideals en el cas dels cossos globals. L'extensió abeliana finita corresponent a un subgrup obert d'índex finit s'anomena cossos de classes per a aquest subgrup, que va donar el nom a la teoria.
El resultat fonamental de la teoria general de cossos de classe estableix que el grup G és naturalment isomorf a la finalització profinita de CK, el grup multiplicatiu d'un cos local o el grup de classe adèlic del cos global, respecte a la topologia natural de CK relacionada amb l'estructura específica del cos K. De manera equivalent, per a qualsevol extensió finita de Galois L de K, hi ha un isomorfisme (el mapa de reciprocitat d'Artin).
{\displaystyle \operatorname {Gal} (L/K)^{\operatorname {ab} }\to C_{K}/N_{L/K}(C_{L})}
de l'abelianització del grup de Galois de l'extensió amb el quocient del grup classe d'ideals de K per la imatge de la norma del grup classe adèlic de L.
Per a alguns cossos petits, com el cos dels nombres racionals {\displaystyle \mathbb {Q} } o les seves extensions imaginàries quadràtiques hi ha una teoria més detallada, molt explícita però massa específica que proporciona més informació. Per exemple, el grup G de Galois absolut abelianitzat {\displaystyle \mathbb {Q} } és (naturalment isomòrfica a) un producte infinit del grup d'unitats dels enters p-àdics assumits sobre tots els nombres primers p, i l'extensió abeliana màxima corresponent dels racionals és el cos generat per totes les arrels de la unitat. Això es coneix com el teorema de Kronecker-Weber, originalment conjecturat per Leopold Kronecker. En aquest cas, l'isomorfisme de reciprocitat de la teoria de cossos de classes (o mapa de reciprocitat d'Artin) també admet una descripció explícita a causa del teorema de Kronecker-Weber. Tanmateix, les construccions principals d'aquestes teories més detallades per a cossos de nombres algebraics petits no són extensibles al cas general dels cossos de nombres algebraics, i s'utilitzen diferents principis conceptuals en la teoria general de cossos de classes.
El mètode estàndard per construir l'homomorfisme de reciprocitat és construir primer l'isomorfisme de reciprocitat local des del grup multiplicatiu de la finalització d'un cos global fins al grup de Galois de la seva extensió abeliana màxima (això es fa dins de la teoria de cossos de classes local) i després demostrar que el producte de tots aquests mapes de reciprocitat local quan es defineix en el grup adèlic del cos global és trivial a la imatge del grup multiplicatiu del cos global. Aquesta última propietat s'anomena llei de reciprocitat global i és una generalització de gran abast de la llei de reciprocitat quadràtica de Gauss.
Un dels mètodes per construir l'homomorfisme de reciprocitat utilitza la formació de classes que deriva la teoria de camps de classes a partir dels axiomes de la teoria de camps de classes. Aquesta derivació és purament teòrica de grups topològics, mentre que per establir els axiomes s'ha d'utilitzar l'estructura d'anell del cos.
Hi ha mètodes que utilitzen grups de cohomologia, en particular el grup de Brauer, i hi ha mètodes que no fan servir grups de cohomologia i són molt explícits i fructífers per a les aplicacions.

## Història
Els orígens de la teoria de cossos de classes es troben en la llei de reciprocitat quadràtica demostrada per Gauss. La generalització va tenir lloc com un projecte històric a llarg termini, que implicava formes quadràtiques i la seva «teoria del gènere», treball d'Ernst Kummer i Leopold Kronecker/Kurt Hensel sobre adèlics i terminacions, la teoria de la ciclotòmica i les extensions de Kummer.
Les dues primeres teories de cossos de classes eren teories de camps de classes ciclotòmiques i de multiplicacions complexes molt explícites. Van utilitzar estructures addicionals: en el cas del cos dels nombres racionals utilitzen arrels d'unitat, en el cas de les extensions quadràtiques imaginàries del cos dels nombres racionals utilitzen corbes el·líptiques amb multiplicació complexa i els seus punts d'ordre finit. Molt més tard, la teoria de Shimura va proporcionar una altra teoria de cossos de classes molt explícita per a una classe de cossos de nombres algebraics. En característica positiva {\displaystyle p}, Kawada i Satake van utilitzar la dualitat de Witt per obtenir una descripció molt fàcil de la {\displaystyle p}-part de l'homomorfisme de reciprocitat.
Tanmateix, aquestes teories molt explícites no es podrien estendre a cossos de nombres més generals. La teoria general de cossos de classes va utilitzar diferents conceptes i construccions que funcionen en tots els cossos globals.
Els famosos problemes de David Hilbert van estimular el desenvolupament posterior, que va conduir a les lleis de reciprocitat i a les proves de Teiji Takagi, Philipp Furtwängler, Emil Artin, Helmut Hasse i molts altres. El crucial teorema d'existència de Takagi es coneixia el 1920 i tots els resultats principals cap al 1930. Una de les últimes conjectures clàssiques que es van demostrar va ser la propietat de principalització. Les primeres demostracions de la teoria de cossos de classes utilitzaven mètodes analítics substancials. En la dècada del 1930 i posteriorment es va veure l'ús creixent de les extensions infinites i la teoria de Wolfgang Krull dels seus grups de Galois. Això es va combinar amb la dualitat de Pontryagin per donar una formulació més clara, encara que més abstracta, del resultat central, la llei de reciprocitat d'Artin. Un pas important va ser la introducció d'adèlics per part de Claude Chevalley a la dècada del 1930 per substituir les classes ideals, essencialment aclarint i simplificant la descripció de les extensions abelianes dels cossos globals. La majoria dels resultats centrals es van demostrar el 1940.
Més tard, els resultats es van reformular en termes de cohomologia de grup, que es va convertir en una forma estàndard d'aprendre teoria de cossos de classes per a diverses generacions de teòrics dels nombres. Un inconvenient del mètode cohomològic és la seva relativa inexplicititat. Com a resultat de les contribucions locals de Bernard Dwork, John Tate, Michiel Hazewinkel i una reinterpretació local i global de Jürgen Neukirch i també en relació amb el treball sobre fórmules de reciprocitat explícites de molts matemàtics, una presentació molt explícita de la teoria de cossos de classes sense cohomologia es va establir a la dècada del 1990; vegeu, per exemple, Grundlehren der mathematischen Wissenschaften de Jürgen Neukirch.

## Aplicacions
La teoria de cossos de classe s'utilitza per demostrar la dualitat d'Artin-Verdier. La teoria de cossos de classes molt explícita s'utilitza en moltes subàrees de la teoria de nombres algebraics com la teoria d'Iwasawa i la teoria de mòduls de Galois.
La majoria dels èxits principals cap a la correspondència de Langlands per a cossos numèrics, la conjectura BSD per a cossos numèrics i la teoria d'Iwasawa per a cossos numèrics utilitzen mètodes de teoria de cossos de classes molt explícits però concrets o les seves generalitzacions. Per tant, la qüestió oberta és utilitzar generalitzacions de la teoria general de cossos de classes en aquestes tres direccions.

## Generalitzacions de la teoria de cossos de classes
Hi ha tres generalitzacions principals, cadascuna de gran interès. Són: el programa de Langlands, la geometria anabeliana i la teoria de cossos de classes superior.
Sovint, la correspondència de Langlands es veu com una teoria de cossos de classes no abeliana. Si i quan s'estableixi completament, contindria una certa teoria de les extensions de Galois no abelianes dels cossos globals. Tanmateix, la correspondència de Langlands no inclou tanta informació aritmètica sobre extensions finites de Galois com la teoria de cossos de classes en el cas abelià. Tampoc inclou un anàleg del teorema de l'existència en la teoria de cossos de classe: el concepte de cossos de classe està absent a la correspondència de Langlands. Hi ha diverses altres teories no abelianes, locals i globals, que proporcionen alternatives al punt de vista de la correspondència de Langlands.
Una altra generalització de la teoria de cossos de classes és la geometria anabeliana, que estudia algorismes per restaurar l'objecte original (per exemple, un cos numèric o una corba hiperbòlica sobre ell) a partir del coneixement del seu grup de Galois absolut absolut o grup fonamental algebraic.
Una altra generalització natural és la teoria de cossos de classes superiors, dividida en teoria de cossos de classes locals superiors i teoria de cossos de classes globals superiors. Descriu extensions abelianes de cossos locals superiors i cossos globals superiors. Aquests últims es presenten com a cossos de funció d'esquemes de tipus finit sobre nombres enters i les seves localitzacions i terminacions adequades. Utilitza la K-teoria algebraica i els K-grups de Milnor adequats generalitzen la {\displaystyle K_{1}}utilitzat en la teoria de cossos de classes unidimensionals.